# Троекуров-Тюменский, Роман Семёнович
Сравни службы: Тюменский Роман Агишевич.
Князь Роман Семёнович Троекуров-Тюменский — голова и  воевода во времена правления Ивана IV Васильевича Грозного и Фёдора Ивановича.
Из княжеского рода Троекуровы. Старший сын князя Семёна Михайловича Троекурова по прозванию "Агиш-Тюменский". Имел младшего брата Василия Семёновича.

## Биография

### Служба Ивану Грозному
В 1573 году на свадьбе короля Арцымагнуса и дочери двоюродного брата царя Ивана Грозного, князя Владимира Андреевича — княжны Марии Владимировны был первым в свадебном поезде. В этом же году голова в государевом полку в новгородском походе на Лифляндию. Зимою 1575 года первый воевода войск правой руки в походе под Колывань и колыванские пригороды, а после первый воевода Сторожевого полка при взятии Пернова. В 1576 году первый воевода в походе против Речи Посполитой, участвовал в осаде и взятии городов: Коловери, Лиговери, Апелы, Падца и Быголовы мызы.  В мае 1580 года первый воевода войск левой руки в Ржеве Владимировой, и велено ему, если польские войска пойдут к Смоленску, то идти ему в Вязьму первым воеводой войск левой руки. В 1581 году при бракосочетании царя Ивана Грозного и Марии Фёдоровны Нагой упомянут в свадебном поезде. В феврале 1582 года второй воевода войск правой руки, с войском собирался в Волоколамске и стоял в Зубцове. В 1583 году послан по "шведским вестям" в Новгород первым воеводою Сторожевого полка.

### Служба Фёдору Ивановичу
В 1585 году при представлении Государю польского посла сидел в кривой лавке. В сентябре 1586 года первый воевода Сторожевого полка в Новгороде, откуда участвовал в походе против шведов. В феврале 1587 года сидел третьим в окольничей лавке при представлении Государю в Столовой палате литовского посла.
По родословной росписи показан бездетным.